# Chignahuapan
Chignahuapan (spanische Aussprache: [tʃiɣnaˈwapan] ) ist eine Stadt im nördlichen Teil des mexikanischen Bundesstaates Puebla mit knapp 20.000 Einwohnern (2010). Sie ist Hauptort der gleichnamigen Gemeinde Municipio Chignahuapan mit knapp 58.000 Einwohnern. Wegen ihres kolonialzeitlichen Stadtzentrums gehört sie zu den als Pueblo mágico ausgezeichneten mexikanischen Ortschaften.
Der Name Chignahuapan setzt sich zusammen aus den Nahuatl-Wörtern chicnahui ("neun"), atl ("Wasser") und dem Suffix pan ("auf", "in"), bedeutet also "über den neun Wassern" oder "wo Wasser im Überfluss vorhanden ist".

## Lage und Klima
Die Stadt Chignahuapan liegt im mexikanischen Hochland, am Eingang zur Sierra Madre Oriental, auf einer Höhe von etwa 2300 m. Die Stadt Puebla ist ca. 110 km (Fahrtstrecke) in südlicher Richtung entfernt,  Mexiko-Stadt ca. 190 km in südwestlicher Richtung. Das Klima ist gemäßigt warm (subtropisches Gebirgsklima nach Köppen-Geiger). Der Jahresniederschlag von etwa 670 mm fällt überwiegend während des Sommerhalbjahrs.

## Wirtschaft
Während die Gemeinde Chignahuapan stark land- und forstwirtschaftlich geprägt ist, spielt in der Stadt der Tourismus eine größere Rolle. Eine Besonderheit stellt die Herstellung von Weihnachtsbaumkugeln aus geblasenem Glas dar (Esferas de Navidad). In mehr als 200 Werkstätten werden jährlich über 70 Millionen Stück hergestellt und in ganz Mexiko, aber auch weltweit – in Europa insbesondere an den Vatikan – vertrieben.

## Verkehr

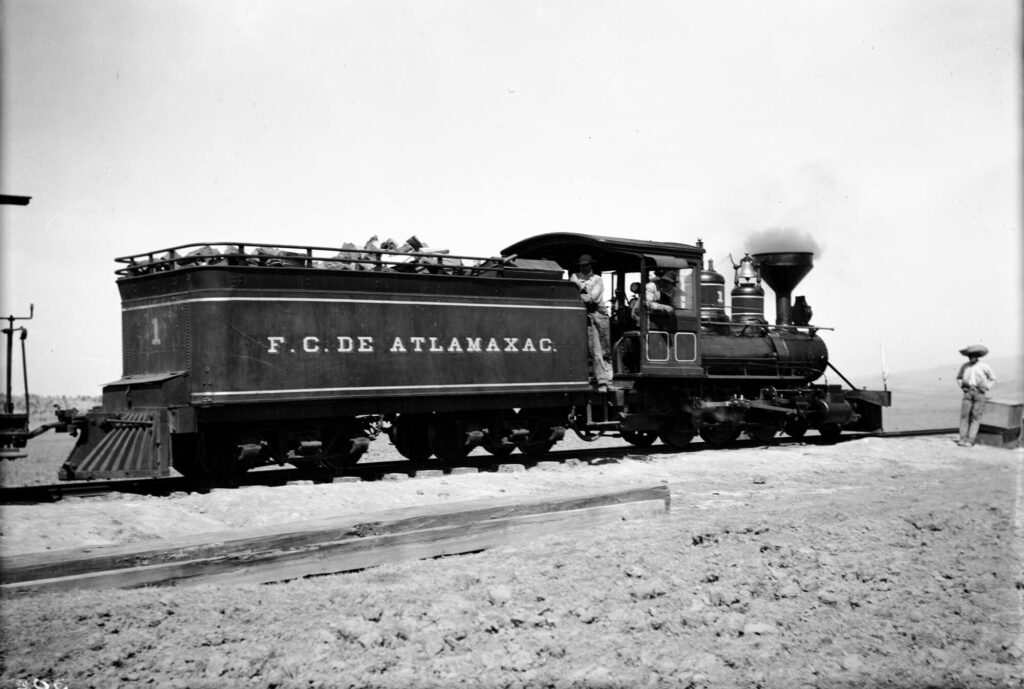
Dampflokomotive der Ferrocarril de Atlamaxac, um 1909

Die Ferrocarril de Zacatlán verband Chignahuapan von 1909 bis 1957 mit Muñoz de Domingo Arenas nordwestlich von Apizaco im Bundesstaat Tlaxcala in Mexiko an der Hauptstrecke Mexico–Veracruz

## Sehenswürdigkeiten
- Parroquia de Santiago Apóstol. Franziskanerkirche aus dem 16. Jahrhundert mit Fassade im Stil des durch indigene Einflüsse geprägten mexikanischen Barock (auch Tetiqui-Stil).[6]
- Plaza de armas mit Palacio Municipal (Rathaus) und einem Pavillon ("Kiosco"); stilistisch dem historischen Mudéjar-Stil angelehnt, soll er der einzige rein aus Holz gebaute und mit einem Brunnen ausgestattete in Mexiko sein. Denkmal für den Schauspieler und Komiker Gaspar Henaine “Capulina”, der aus Chignahuapan stammte.

- Basílica de La Inmaculada Concepción. Basilika der Unbefleckten Empfängnis aus dem 20. Jahrhundert mit einer monumentalen Marienskulptur aus Zedernholz des Bildhauers José Luis Silvia aus Puebla.
- Lagune von Chignahuapan, auch Lagune von Almoloya, die aus den namensgebenden neun "Wasseraugen" (ojos de agua) gebildet wird und für diverse Freizeitaktivitäten und Kulturevents genutzt wird (insbesondere das Festival de la Luz y la Vida am Día de Muertos).

- In der Umgebung befinden sich Thermalbäder sowie der Wasserfall Salto de Quetzalapan.

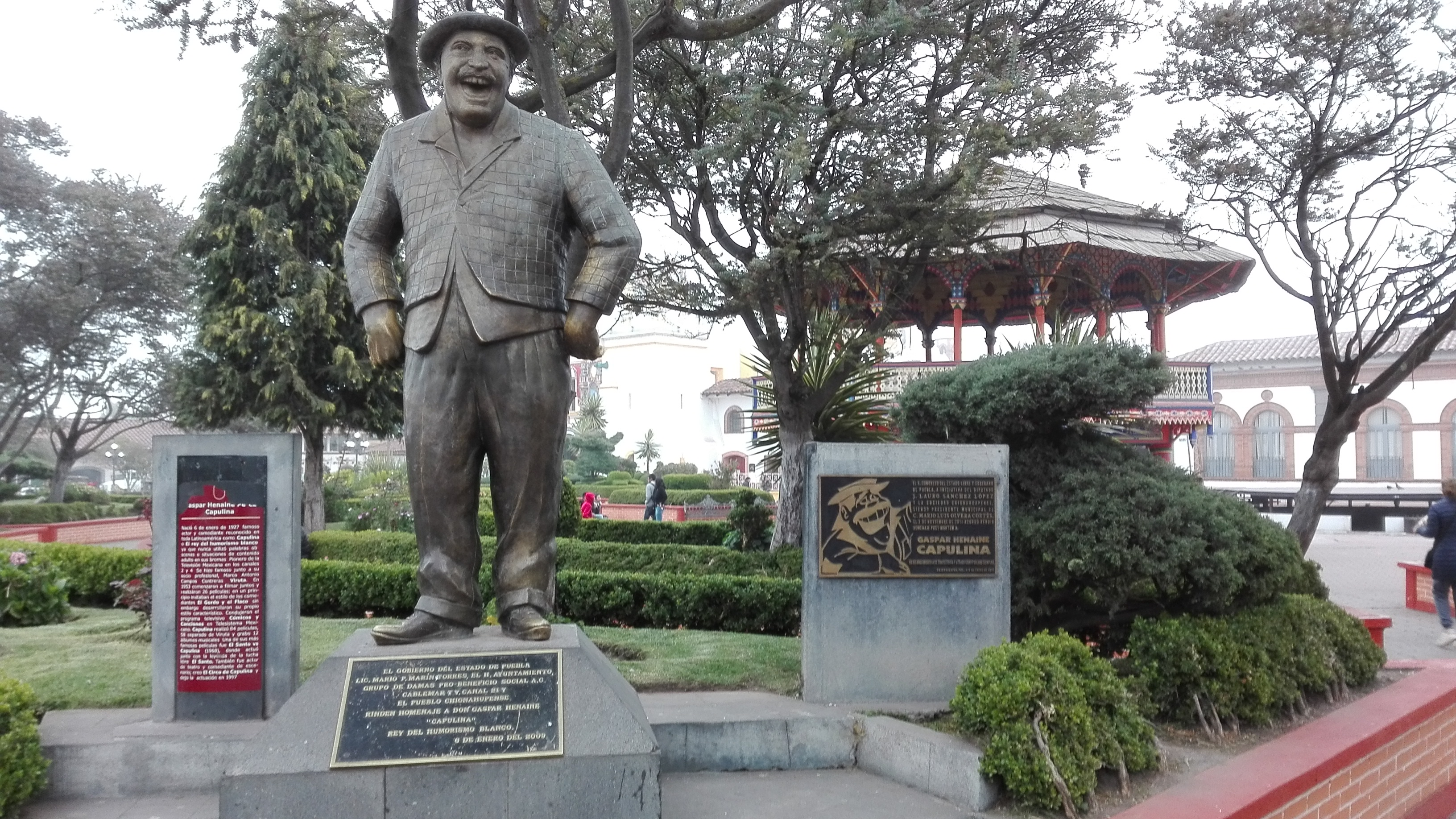
Chignahupapan - Denkmal für "Capulina"
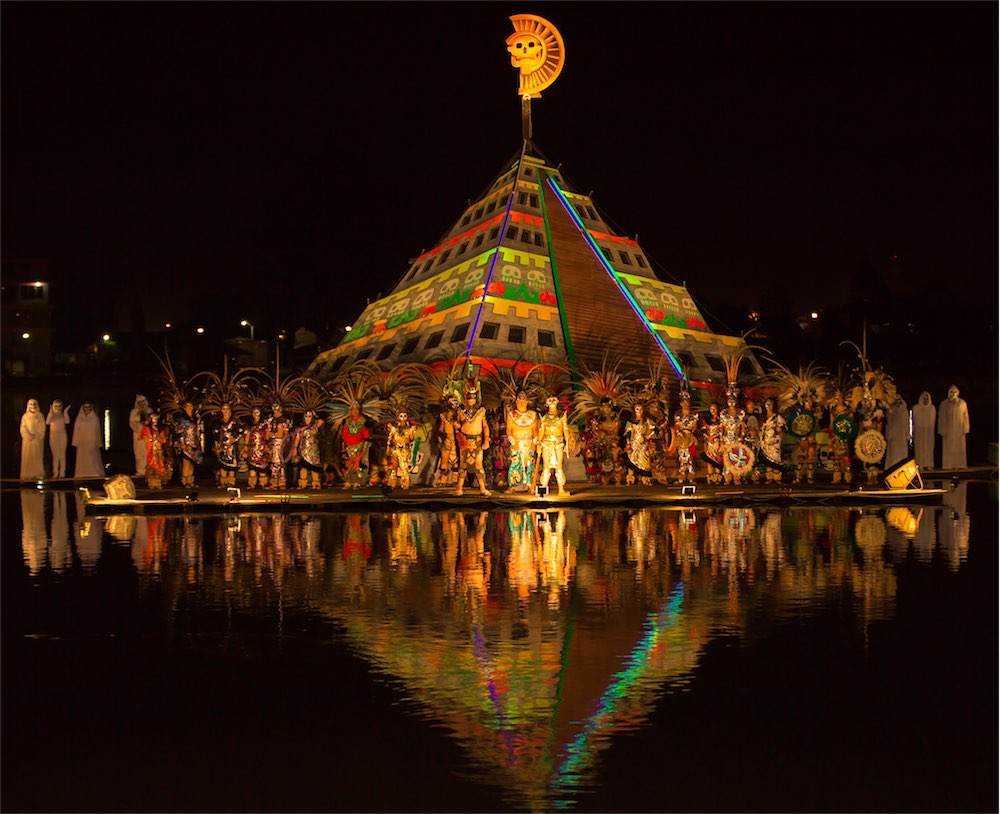
Chignahuapan - Laguna, Festival de la luz y la vida
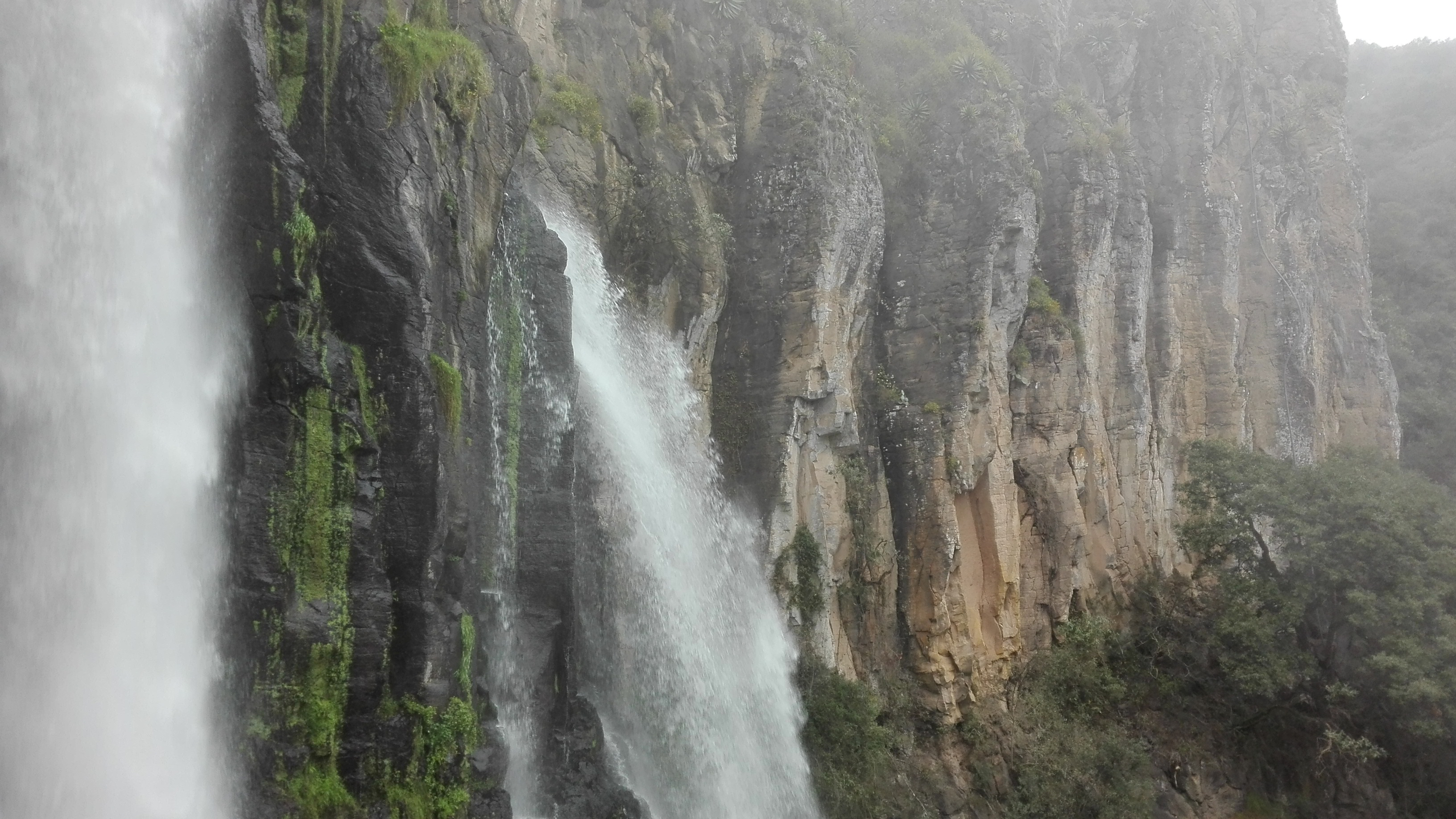
Chignahuapan - Wasserfall Salto de Quetzalapan